# Седам-Кая
Седа́м-Кая́ (или Орлиный залет; укр. Седам-Кая, крымскотат. Sidam Qaya, Сидам Къая) — гора в Крыму. Вершина высотой 1026 метров расположена на востоке, через седловину, от горы Куртлер-Богаз, в одном с ней массиве, который обрывается на север и восток скальными стенами — северней Ай-Петринской яйлы, в 2,5 км на юг от села Соколиное (Бахчисарайский район).
На склонах горы находится пещера-грот Данильча-Коба. Почти на самой вершине горы Седам-Кая находятся остатки старинных сооружений (см. фото).
В годы Великой Отечественной войны, в ноябре 1941 — марте 1942 года, на горе располагался штаб советских партизан, в память о чём вблизи ее вершины установлен памятный знак.

## Галерея

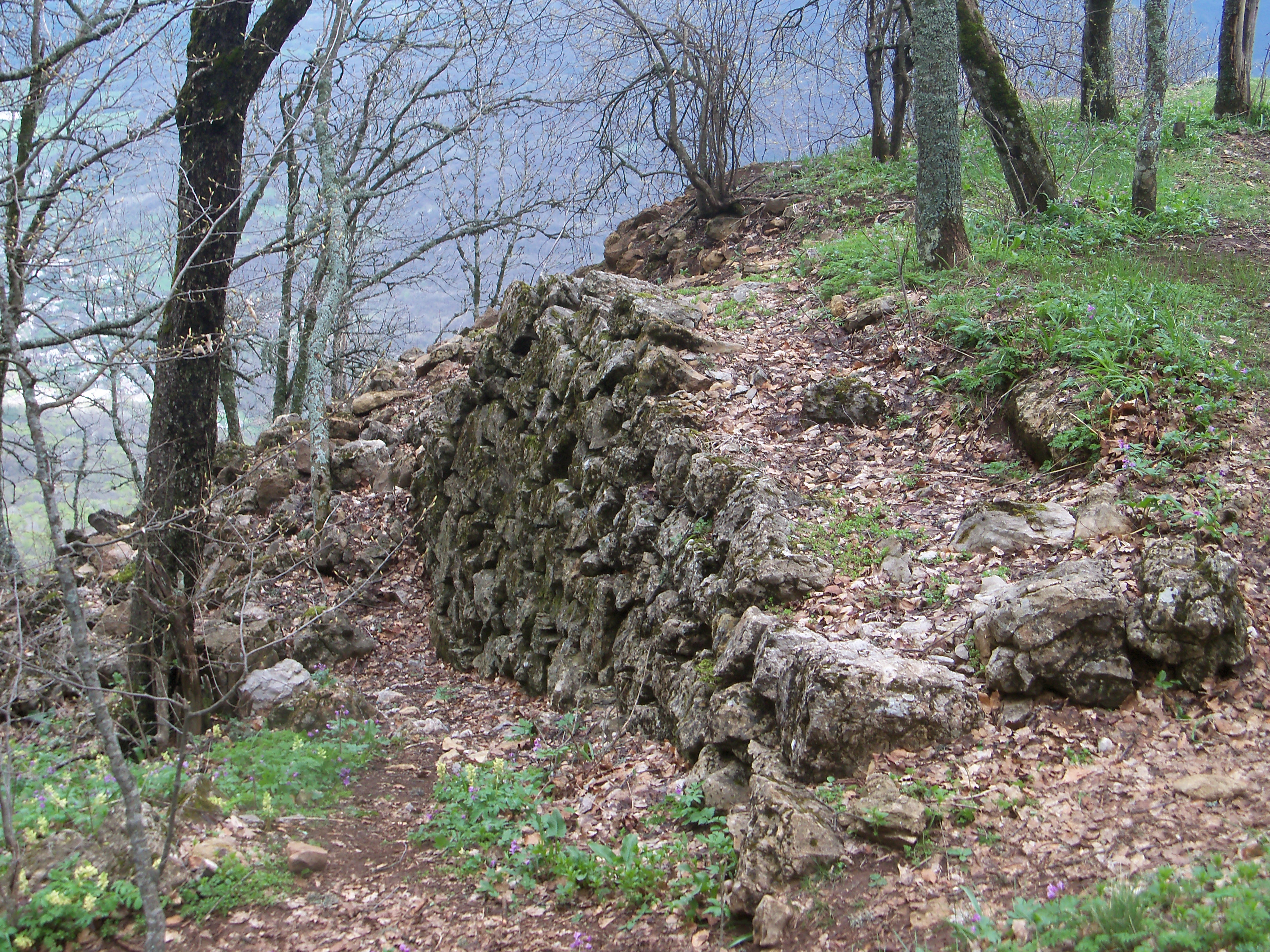
Старинная кладка на г. Седам-Кая — остатки сооружений.
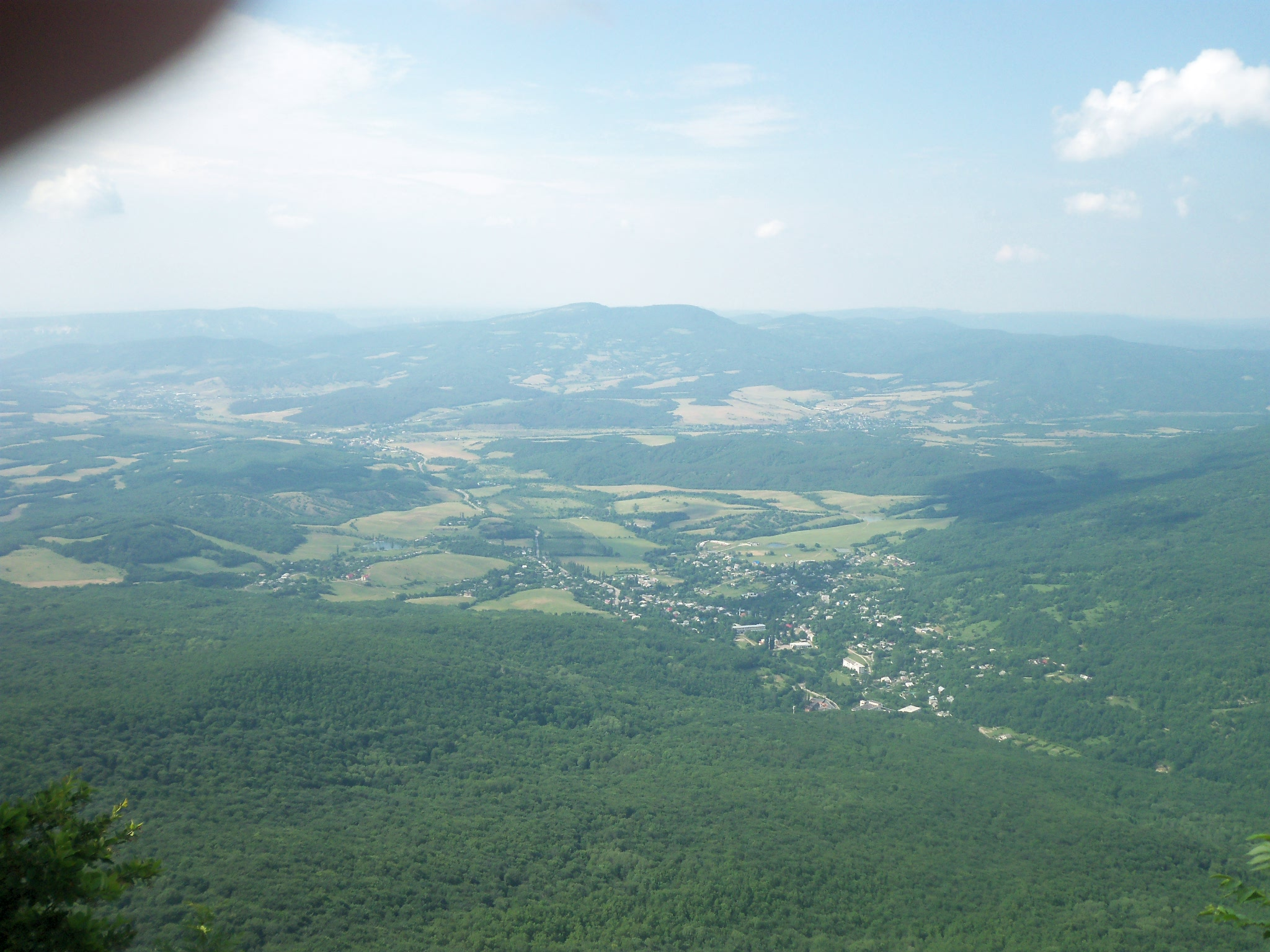
Вид с горы на село Соколиное
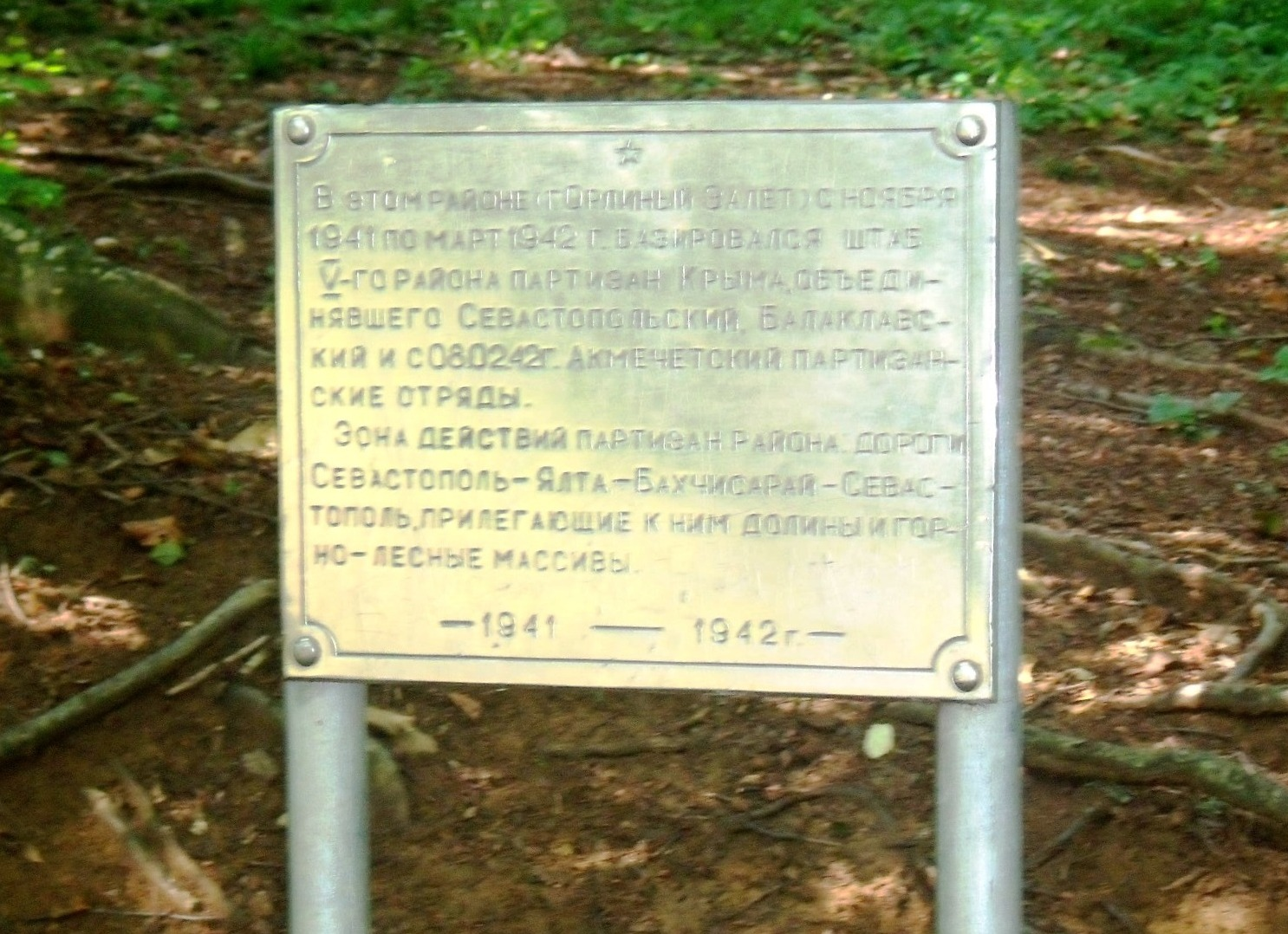
Памятный знак о пребывании штаба советских партизан на горе
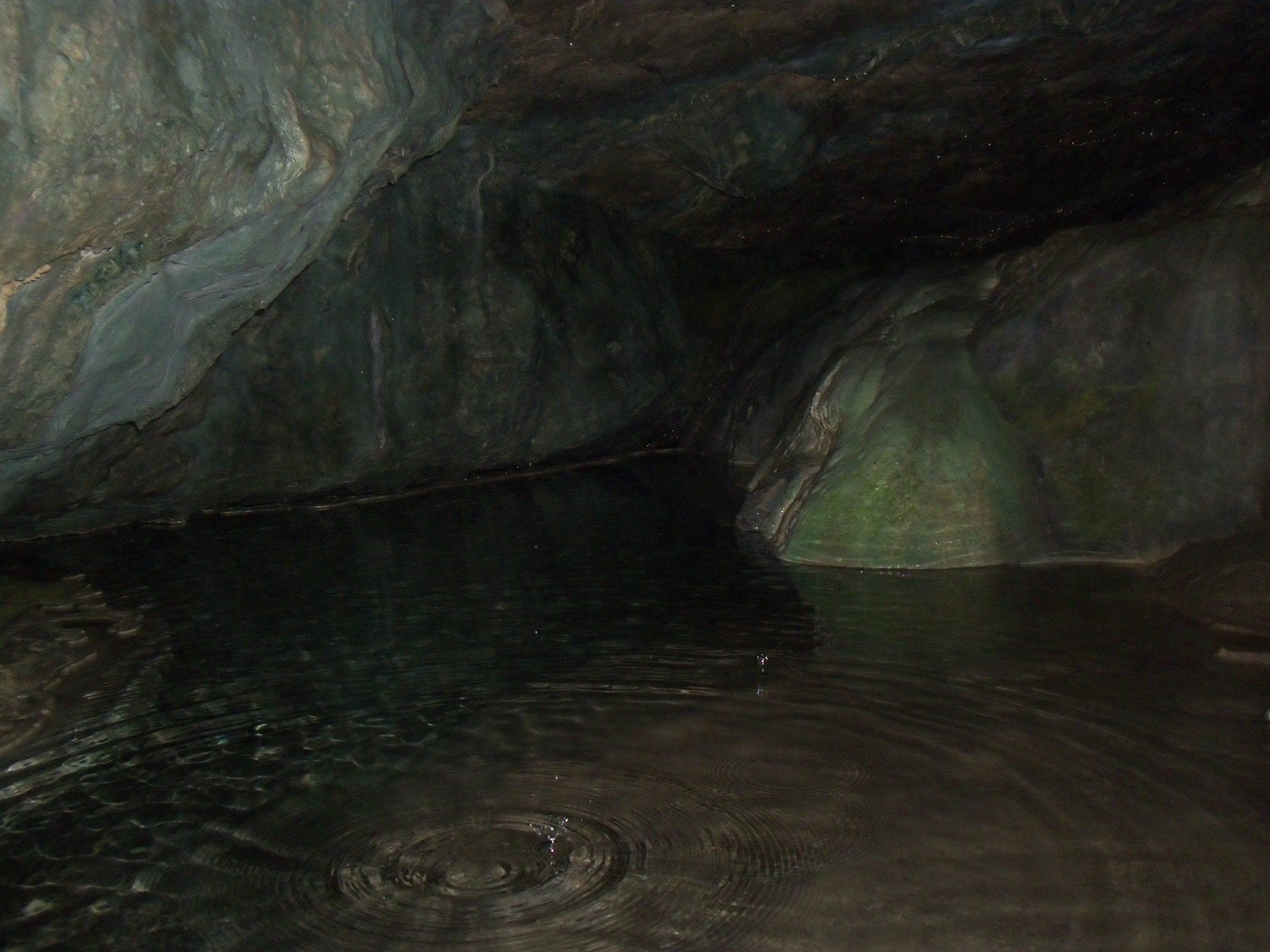
Озеро в гроте Данильча-Коба